# Orgilus obscurator
Orgilus obscurator är en stekelart som först beskrevs av Christian Gottfried Daniel Nees von Esenbeck 1812.  Orgilus obscurator ingår i släktet Orgilus och familjen bracksteklar. Arten är reproducerande i Sverige. Inga underarter finns listade i Catalogue of Life.